# رايموند ك. جونسون
رايموند ك. جونسون (بالإنجليزية: Raymond Johnson)‏ هو سياسي أمريكي، ولد في 1936. حزبياً، نشط في الحزب الجمهوري. وقد انتخب عضو مجلس ولاية ويسكونسن.